# Kent Brockman
Pour les articles homonymes, voir Brockman.
Kent Brockman, de son vrai nom Kenny Brockelstein, est un personnage récurrent de la série animée télévisée Les Simpson, créée par Matt Groening. Inspiré par Jerry Dunphy, il représente l'archétype du journaliste présentateur américain de journaux télévisés. Il est très critique envers la vie quotidienne, surtout envers la politique. Kent Brockman est doublé par Harry Shearer dans la version originale et par Michel Modo, puis Gérard Rinaldi, puis par Xavier Fagnon dans la version française.

## Métier
Il est le correspondant local de Channel 6.
Outre le journal télévisé, il anime d'autres émissions :
- Mon grain de sel (My Two Cents), où il exprime ses opinions très personnelles sur la vie et les événements de Springfield. Le nom de cette émission est tiré d'un adage américain Put my two cents in, qui introduit une opinion ;
- Smartline ;
- Un regard sur Springfield (Eye on Springfield), émission d'informations, mais avec un générique qui fait beaucoup penser à celui de la série Sauvés par le gong;
- L'Académie des nuls (The Sprinfield Squares).

Sa femme est la présentatrice de la météo. Il a deux enfants, un garçon et une fille qui sont à l'école privée de Springfield, sa fille l'a incité à faire la publicité à Channel 6 de la poupée Lisa Cœur de lion dans l'épisode Lisa s'en va-t-en guerre.
Sa sœur est la correspondante de CNN à Washington.
On sait qu'il a déjà gagné au loto une somme de 130 millions de dollars dans l'épisode Chienne de vie. Il s’est déjà fait faire des injections de botox.
Dans Un clown à l'ombre, il se fait appeler Kurt Brockman.

## Anecdote
Dans L'Arbre miraculeux, on apprend que ses cheveux sont devenus blancs après qu’il a appris que Mickey Mouse n'existait pas.

## Création et inspirations

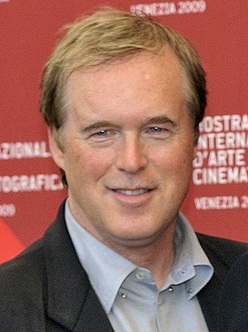
Brad Bird a conçu Brockman.

Kent Brockman est apparu pour la première fois à la télévision dans l'épisode de la première saison intitulé "Krusty Gets Busted", qui a été diffusé pour la première fois le 29 avril 1990,. Le personnage était basé sur les présentateurs de Los Angeles Hal Fishman et Jerry Dunphy. Le réalisateur de "Krusty Gets Busted", Brad Bird, a conçu le personnage et l'a modélisé d'après le présentateur Ted Koppel. Une autre influence sur le personnage a été Ted Baxter de The Mary Tyler Moore Show, interprété par Ted Knight. Dunphy était fier du fait que Brockman était basé sur lui et disait aux gens qu'il était Kent Brockman.

## Influence culturelle
Brockman est responsable de la popularisation du snowclone "Pour ma part, j'accueille nos nouveaux seigneurs les [remplir-le-blanc]", parfois utilisé pour exprimer une soumission moqueuse, généralement à des fins humoristiques. Il a été utilisé dans les médias, comme le magazine New Scientist, le Houston Chronicle  et Ken Jennings dans Jeopardy!: The Watson Challenge (contre Watson),. La diatribe de Brockman à propos de la prise de contrôle du vaisseau spatial Corvair par une race supérieure de fourmis géantes de l'espace dans Deep Space Homer, qui a généré le mème, est considérée comme l'un des moments classiques de l'émission. Le vaisseau transportait une colonie de fourmis pour voir si elles pouvaient être formées pour trier de minuscules vis dans l'espace, mais elles ont été libérées par accident par Homer. Cela a conduit à une fourmi dérivant près du flux vidéo, apparaissant gigantesque en raison de sa proximité avec la caméra, moment auquel Brockman envisage si la "race supérieure de fourmis géantes de l'espace... va dévorer les hommes de la Terre captifs ou simplement les asservir" et finit par prononcer la phrase "Et pour ma part, j'accueille nos nouveaux seigneurs insectes". L'auteur Chris Turner l'a qualifié de "peut-être son heure la plus belle en tant que journaliste" et a déclaré qu'il s'agit "tout simplement de l'un des plus beaux moments comiques de l'histoire de la télévision." Le 6 mai 2014, Stephen Colbert a fait directement référence à cette phrase en l'utilisant comme sa dernière ligne.